# Automeris phrynon
Espèce
Automeris phrynon est une espèce de papillon de la famille des Saturniidae.